# Protiútok

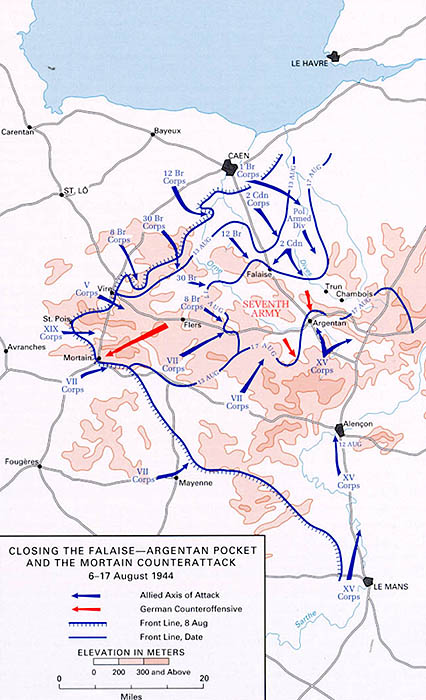
Mortain counterattack 6. - 17. srpna 1944 v Normandii

Protiútok je bojová taktika používaná bránící se stranou, která je pod útokem. Spočívá v tom, že útočník se během svých akcí vyčerpává, opouští svá obranná postavení a zpravidla vynuceně rozvíjí své síly způsobem, který není optimální pro obranu. To umožňuje bránící se straně za určitých podmínek zaútočit a využít tak slabin útočníkova rozvinutí. Protiútok provedený na strategické úrovni se nazývá protiofenzíva.

## Provedení
Za příhodné podmínky k protiútoku se považuje zejména:
- okamžik, kdy útočící strana musí zpomalit či zastavit svůj postup kvůli doplnění zásob, munice či početních stavů
- okamžik, kdy se nepřátelské síly dostanou do příliš exponovaného postavení a mají slabě kryté boky nebo týl
- okamžik, kdy nepřítel příliš rozptýlí své síly

Protiútok je důležitou součástí celé řady bojových doktrín, např. tzv. backhandové taktiky, kdy bránící se strana svými hlavními silami ustoupí, nechá útočícího nepřítele rozvinout své síly a vyplýtvat nejtvrdší úder v prázdném prostoru a poté jej prudkým protiútokem vrhne zpět nebo odřízne a zničí. Tato taktika má i svůj strategický protějšek v strategii pružné obrany. Jedním z nejdokonalejších příkladů jejího použití je Mansteinova jarní ofenzíva.
Další klasickou taktikou (či strategií) je vybudování hluboce členěné obrany a shromáždění silných mobilních záloh v týlu. Bránící se strana posečká, až se nepřítel unaví probíjením se skrz zmnožená obranná postavení, a nakonec jej vyčerpaného a rozptýleného napadne a zažene nasazením záloh.